# Oleksandr Beresh
Oleksandr Beresh (né le 12 octobre 1977 à Pervomaisk et décédé le 29 février 2004 à Kiev dans un accident de la route) était un gymnaste ukrainien. 

## Palmarès

### Jeux olympiques
- Sydney 2000
  -  médaille d'argent par équipes
  -  médaille de bronze au concours général individuel

### Championnats du monde
- Lausanne 1997
  -  médaille de bronze à la barre fixe

- Gand 2001
  -  médaille d'argent à la barre fixe
  -  médaille de bronze par équipes
  -  médaille de bronze au cheval d'arçons

### Championnats d'Europe
- Brême 2000
  -  médaille d'or au concours général individuel
  -  médaille d'or à la barre fixe
  -  médaille de bronze au cheval d'arçons